# Prolamine
Prolamine sind eine Gruppe von Speicherproteinen in Getreidesamen. Ihr Prolin- (bis zu 25 %) und Glutaminanteil (bis zu 46 %) ist hoch – daher der Name.
Prolamine sind in 70–80-prozentigem Ethanol oder 55-prozentigem 2-Propanol löslich.
Die Prolamine werden entsprechend ihrer Herkunft aus den Getreidearten benannt:
| Fraktion  | Weizen  | Roggen  | Hafer  | Gerste  | Mais | Reis   | Hirse   |
| --------- | ------- | ------- | ------ | ------- | ---- | ------ | ------- |
| Prolamine | Gliadin | Secalin | Avenin | Hordein | Zein | Oryzin | Kafirin |

Prolamine sind eine der Osborne-Fraktionen und gehören zu den Sphäroproteinen. Sie bilden zusammen mit den Glutelinen den Hauptbestandteil des Getreideproteins und sind z. B. in Weizenmehlen für die Kleberbildung in Weizenteigen verantwortlich. Prolamine enthalten nur wenig von den essentiellen Aminosäuren Lysin,  Methionin und Tryptophan, daher gilt ihre biologische Wertigkeit als gering.
Einige Prolamine, insbesondere Gliadin und weitere ähnliche Proteine in Getreide des Stamms Triticeae, können Zöliakie bei genetisch vorbelasteten Personen auslösen.